# Santo Domingo de Pirón
Santo Domingo de Pirón és un municipi de la província de Segòvia, a la comunitat autònoma de Castella i Lleó.

## Demografia
| 1970 | 1981 | 1991 | 1996 | 2001 | 2006 | 2020 |
| ---- | ---- | ---- | ---- | ---- | ---- | ---- |
| 110  | 74   | 48   | 56   | 64   | 63   | 53   |

## Llegendes
- Llegenda de El Tuerto de Pirón

Fernando Delgado Sanz, més conegut com El Tuerto de Pirón ser un bandoler nascut el 1846 a Santo Domingo de Pirón. Robava als rics, assaltava esglésies i camins, va actuar principalment a la serra de Guadarrama i la en conca de el Riu Pirón encara que són famoses seu històries per tota la província de Segòvia i part de la Madrid. Segons la història en 1866 a el tornar a Santo Domingo de Pirón a l'acabar el servei militar la seva nòvia de Sant Domingo de Pirón amb la qual estava promès s'havia casat després pressions familiars. Llavors va decidir iniciar la seva carrera robant i humiliant a el pare de la qual va ser la seva núvia que era cacic de la zona. A tota la zona es cantava una cobla que deia:
A Santo Domingo de Pirón a cada casa un lladre; menys a casa de l'alcalde; que ho són el fill i el pare.
- Llegenda de les Tres Germanes

Això era un rei que tenia tres filles: la Verge de Hornuez (Moral de Hornuez), la de l'Henar (Cuéllar) i la de Hontanares d'Eresma d'allò més maca i que es volien tant que no podien passar sense veure. No obstant això, quan estaven juntes tampoc podeían deixar de renyar entre elles així que el pare, avorrit de sentir-les caminar a la Graña a tota hora, buscava la manera de posar remei a tan desesperant situació. I va ser estant en aquestes quan se li va ocórrer construir tres cases a la part alta de tres turons bastant allunyats dentre si; quan van estar construïdes tancar en cadascuna d'elles a una de les seves filles, que així podien veure sense barallar. Els llocs escollits van ser uns turons d'Espirdo, Basardilla i Collado Hermoso, on hi ha les ermites de Veladiez, Pedernal i la Serra.